# APHotels & Resorts/Tavira/SC Farense
APHotels & Resorts/Tavira/SC Farense is een Portugese wielerploeg die is opgericht in 1979 en daarmee de oudste Portugese professionele wielerploeg is. De ploeg komt tegenwoordig uit in de continentale circuits van de UCI.

## Geschiedenis
Vanaf het jaar van de oprichting, tot en met 2003 had de ploeg dezelfde manager. Door de jaren heen heeft de ploeg verschillende sponsoren gekend, tussen 2016 en 2019 was dit Sporting Club de Portugal. Per 2024 diende de volgende voetbalclub zich aan als hoofdsponsor, ditmaal SC Farense. Door de jaren heen behaalde de ploeg voornamelijk successen op Portugees grondgebied. Naast Portugezen en Spanjaarden hebben er ook meerdere Angolezen en Bulgaren namens de ploeg gereden.

## Bekende renners
- Cândido Barbosa (2009-2010)
- David Blanco (2008-2010)
- André Cardoso (2009-2011)
- Manuel Cardoso (2014-heden)
- Martín Garrido (2005-2009)
- Ricardo Mestre (2005-2012)
- Manuel Amaro (2014-heden)
- Rinaldo Nocentini (2016-2019)
- Mario González (2016-2018)
- Tiago Machado (2019)

## Overwinningen
1984
10e etappe Ronde van Portugal: José Marques
1988
7e etappe Ronde van Portugal: Constancio Reis
1989
Eindklassement GP Torres Vedras: Rui Duro
8e etappe Ronde van Portugal: Paulo Silva
1992
3e etappe Ronde van Alentejo: Valentin Georgiev
1993
1e etappe GP Costa Azul: Luis Sequeira
6e etappe GP Costa Azul: Luis Sequeira
Eindklassement GP Costa Azul: Luis Sequeira
8e etappe Ronde van Alentejo: Stancho Stanchev
5e etappe (deel A) Ronde van de Algarve: Jose Santiago
4e etappe GP Torres Vedras: Carlos Marta
6e etappe GP Torres Vedras: Luis Miguel Sarreira
1994
1e etappe Guimarães-Pontevedra-Santiago: Manuel Liberato
1e etappe Ronde van de Algarve: Manuel Liberato
5e etappe Ronde van de Algarve: Petar Petrov
6e etappe Ronde van de Algarve: Stancho Stanchev
3e etappe Ronde van Alentejo: Stancho Stanchev
5e etappe Ronde van Alentejo: Manuel Liberato
2e etappe GP Torres Vedras: Carlos Marta
1995
6e etappe GP Costa Azul: Vidal Fitas
1e etappe: Ronde van de Algarve: Petar Petrov
1998
1e etappe Ronde van de Algarve: Manuel Liberato
1e etappe GP Jornal de Notícias: Vidal Fitas
4e etappe GP Jornal de Notícias: Vitor Gamito
1e etappe GP Torres Vedras: Manuel Liberato
2e etappe GP Torres Vedras: Petar Petrov
4e etappe (deel A, ITT) GP Torres Vedras: Vitor Gamito
2001
5e etappe Ronde van Portugal: Pedro Martins
2002
10e etappe Ronde van Portugal: Danail Petrov
2003
3e etappe Ronde van Normandië: Krassimir Vasilev
2004
4e etappe (ITT) GP Estremadura: Joaquim Andrade
4e etappe Ronde van Alentejo: Krassimir Vasilev
4e etappe Ronde van Bulgarije: Nélson Vitorino
2005
Proloog Ronde van Normandië: Martín Garrido
5e etappe Ronde van Normandië: Juan Olmo
3e etappe GP Torres Vedras: Daniel Petrov
2006
3e etappe Ronde van Portugal: Martín Garrido
6e etappe Ronde van Portugal: Ricardo Mestre
9e etappe Ronde van Portugal: Krassimir Vasilev
3e etappe Ronde van Bulgarije: Krassimir Vasilev
6e etappe Ronde van Bulgarije: Martín Garrido
2007
3e etappe (ITT) Ronde van Santarém: Martín Garrido
3e etappe GP Rota dos Móveis: David Blanco
Eindklassement GP Rota dos Móveis: David Blanco
Proloog Ronde van Portugal: Martín Garrido
2008
Proloog Ronde van San Luis: Martín Garrido
3e etappe (ITT) Ronde van San Luis: Martín Garrido
Eindklassement Rnde van San Luis: Martín Garrido
4e etappe Boucles de la Mayenne: Martín Garrido
Eindklassement Ronde van Portugal: David Blanco
2009
4e etappe Ronde van Alentejo: Cândido Barbosa
5e etappe Ronde van Alentejo: Cândido Barbosa
2e etappe GP Rota dos Móveis Cândido Barbosa
3e etappe GP Rota dos Móveis: Cândido Barbosa
Eindklassement GP Rota dos Móveis: Cândido Barbosa
Proloog Ronde van Portugal: Cândido Barbosa
2e etappe Ronde van Portugal: Cândido Barbosa
2010
1e etappe Ronde van Alentejo Cândido Barbosa
3e etappe Ronde van Alentejo: David Blanco
Eindklassement Ronde van Alentejo: David Blanco
Proloog GP Torres Vedras: Cândido Barbosa
2e etappe GP Torres Vedras: Cândido Barbosa
4e etappe GP Torres Vedras: Cândido Barbosa
Eindklassement GP Torres Vedras: Cândido Barbosa
4e etappe Ronde van Portugal: David Blanco
7e etappe Ronde van Portugal: David Blanco
10e etappe Ronde van Portugal: Cândido Barbosa
Eindklassement Ronde van Portugal: David Blanco
6e etappe Ronde van Bulgarije: Ricardo Mestre
2011
1e etappe GP Torres Vedras: Ricardo Mestre
Eindklassement GP Torres Vedras: Ricardo Mestre
7e etappe Ronde van Portugal: Ricardo Mestre
8e etappe Ronde van Portugal: André Cardoso
Eindklassement Ronde van Portugal: Ricardo Mestre
2012
1e etappe Ronde van Asturië: Alejandro Marque
3e etappe GP Torres Vedras: Ricardo Mestre
Eindklassement GP Torres Vedras: Ricardo Mestre
9e etappe (ITT) Ronde van Portugal: Alejandro Marque
2013
Zie jaarpagina
2014
3e etappe Ronde van Alentejo: Manuel Cardoso
1e etappe Ronde van Marokko: Manuel Cardoso
2e etappe Ronde van Marokko: Daniel Mestre
7e etappe Ronde van Marokko: Manuel Cardoso
8e etappe Ronde van Marokko: Manuel Cardoso
9e etappe Ronde van Marokko: Manuel Cardoso
10e etappe Ronde van Portugal: Manuel Cardoso
2015
2e etappe Ronde van Alentejo: Manuel Cardoso
2016
Eindklassement GP Torres Vedras: Rinaldo Nocentini
8e etappe Ronde van Portugal: Jesús Ezquerra
2017
1e etappe Ronde van Alentejo: Rinaldo Nocentini
2018
3e etappe La Tropicale Amissa Bongo: Rinaldo Nocentini
6e etappe La Tropicale Amissa Bongo: Ricardo Nocentini
3e etappe Ronde van Cova da Beira: Mario González
Eindklassement GP Nacional 2 de Portugal: Mario González
Eindklassement Ronde van Portugal: Joni Brandão
Ronde van China II: Alejandro Marque
2020
2e etappe GP Torres Vedras: Frederico Figueiredo
Eindklassement GP Torres Vedras: Frederico Figueiredo
2021
3e etappe Ronde van Portugal: Alejandro Marque
2023
5e etappe Ronde van Portugal: Delio Fernández
2025
4e etappe Ronde van Alentejo: Jesús David Peña
2e etappe GP Torres Vedras: Jesús David Peña
3e etappe GP Torres Vedras: Afonso Silva
2005 · 2006 · 2007 · 2005 · 2009 · 2010 · 2011 · 2012 · 2013
Brandão · Figueiredo · González · Grigorev · Livramento · Marque · Nocentini · Pereira · Silvestre · Toffali · Trueba